# ヤン・チャン
ヤン・チャン（英語: Yuan Chang、中国語: 张远、1959年11月17日 - ）は、アメリカ合衆国の医師、ウイルス学者および病理学者。現在、ピッツバーグ大学病理部門教授。これまで知られている7つのヒト癌ウイルスのうち2つ、すなわちカポジ肉腫関連ヘルペスウイルス（ヒトヘルペスウイルス8）とメルケル細胞ポリオーマウイルスの共同発見者である。

## 来歴
幼児期に台北からアメリカに移り、ユタ州ソルトレイクシティで育った。1994年、コロンビア大学で夫のパトリック・ムーア(Patrick S. Moore)と共同でカポジ肉腫関連ヘルペスウイルスを発見。また近年、夫婦の研究室においてデジタル・トランスクリプトーム・サブトラクションという技術を用いてメルケル細胞ポリーマウイルスを発見した。

## 受賞歴
- 1997年 - マイエンブルク賞
- 1998年 -  ロベルト・コッホ賞
- 2017年 - パサノ賞
- 2017年 - パウル・エールリヒ&ルートヴィヒ・ダルムシュテッター賞
- 2017年 - クラリベイト・アナリティクス引用栄誉賞

いずれもパトリック・ムーアと共同受賞。

## 参照
- Yuan Chang, MD Professor of Pathology